# Gelindo Bordin
Gelindo Bordin (Longare, 2 aprile 1959) è un ex maratoneta italiano, campione olimpico a Seul 1988.
È stato il primo italiano a vincere la maratona olimpica ed è l'unico italiano ad aver vinto la maratona di Boston.

## Biografia
Si avvicina allo sport con le corse su terra nel G.S. Montegalda passando poi alla Fiamma Vicenza e al GAAC Verona, allenato da Giacomo Dalla Pria; passa quindi sotto le cure di Gianni Ghidini (che allenerà il campione europeo Andrea Benvenuti, e poi il campione olimpico di Pechino 2008 sugli 800 m Wilfred Bungei). Inizialmente corre principalmente le campestri e le corse su strada: vince il campionato italiano allievi di maratonina nel 1976 e nel 1978 approda nella nazionale juniores di cross.
Nel 1984 fa il suo esordio nella maratona, vincendo a Milano con un tempo di 2h13'20". Nel 1985 ottiene il 7º posto nella Coppa Europa e il 12º nella Coppa del mondo a Hiroshima. Il salto di qualità è del 1986 quando vince la medaglia d'oro nella maratona ai Campionati europei.
La sua successiva competizione internazionale è ai Campionati mondiali del 1987 a Roma. È un giorno molto caldo e umido e Bordin saggiamente si tiene discosto dai primi all'inizio della corsa; li raggiunge dopo il traguardo dei 35 chilometri e alla fine guadagna il terzo posto.
Alla maratona dei Giochi olimpici di Seul 1988, domenica 2 ottobre, Bordin si posiziona davanti fin dall'inizio; al venticinquesimo chilometro il gruppo di testa comincia a sfaldarsi e a cinque chilometri dal termine rimangono solo in tre: Bordin, il keniota Douglas Wakiihuri, e il gibutiano Ahmed Salah. A tre chilometri dal traguardo gli altri due scattano, ma quando rimangono mille metri da correre Bordin li supera e vince l'oro nello Stadio Olimpico di Seul.
Bordin difende con successo il suo titolo alla maratona europea del 1990, diventando il primo uomo a vincere il titolo due volte. È stato l'unico campione olimpico a vincere la maratona di Boston, nel 1990; si impose con una gara in rimonta, stabilendo il proprio primato personale con 2 ore 8 minuti e 19 secondi, ancora oggi quarto tempo italiano di sempre. Ai Campionati del mondo di Tokyo del 1991 finisce solamente in ottava posizione.
Cerca di difendere il suo titolo olimpico ai Giochi olimpici di Barcellona 1992, ma si procura una lesione al menisco saltando un atleta caduto appena dopo metà percorso e finisce lì la sua corsa. Dopo poco tempo dall'ultima maratona olimpica Bordin decide di ritirarsi dall'attività agonistica.
Il 13 aprile 2008, a 49 anni, partecipa alla maratona di Torino portandola a termine in 3h05'27".

## Palmarès
| Anno | Manifestazione  | Sede       | Evento   | Risultato | Prestazione | Note |
| ---- | --------------- | ---------- | -------- | --------- | ----------- | ---- |
| 1986 | Europei         | Stoccarda  | Maratona | Oro       | 2h10'54"    |      |
| 1987 | Mondiali        | Roma       | Maratona | Bronzo    | 2h12'40"    |      |
| 1988 | Giochi olimpici | Seul       | Maratona | Oro       | 2h10'32"    |      |
| 1990 | Europei         | Spalato    | Maratona | Oro       | 2h14'02"    |      |
| 1991 | Mondiali        | Tokyo      | Maratona | 8º        | 2h17'03"    |      |
| 1992 | Giochi olimpici | Barcellona | Maratona | dnf       | dnf         |      |

## Campionati nazionali
1978
- 5º ai campionati italiani juniores di corsa campestre - 24'52".

1979
- 11º ai campionati italiani assoluti, 5000 m piani - 14'16"1.
- Bronzo ai campionati italiani assoluti, 10000 m piani - 29'07"2.

1981
- 4º ai campionati italiani di maratonina, 30 km - 1h36'16".

1982
- Argento ai campionati italiani di maratonina, 30 km - 1h34'01".

1983
- Argento ai campionati italiani di corsa campestre - 35'07".

1984
- Argento ai campionati italiani di corsa campestre - 33'50".

1985
- Argento ai campionati italiani di maratonina, 25 km - 1h15'34".
- 4º ai campionati italiani di corsa campestre - 29'35".

1990
- Oro ai campionati italiani di maratonina - 1h03'38"

## Altre competizioni internazionali
1978
- Oro alla Corrida di San Geminiano ( Modena), 5 km

1979
- Oro alla Corsa Podistica Due Mulini ( Canizzano)
- 6º alla Podistica Spilambertese ( Spilamberto), 9,3 km - 28'09"
- 6º al Cross di Volpiano ( Volpiano) - 26'47"
- Bronzo al Cross dei Casali Pontini ( Latina) - 33'02"

1980
- 8º al Cross dell'Altopiano ( Clusone) - 32'15"

1982
- Argento alla Mezza maratona di Piedimonte Etneo ( Piedimonte Etneo) - 1h05'39"
- 9º alla 20 km di Parigi ( Parigi) - 59'15"
- Bronzo al Giro dei tre Monti ( Imola), 15,4 km
- Oro alla Camminata di Ponticella ( Ponticella), 15 km - 47'19"
- Bronzo al Giro Podistico di Rovereto ( Rovereto), 9,3 km - 27'18"
- 22º alla Cinque Mulini ( San Vittore Olona)
- Oro al Cross della Vallagarina ( Villa Lagarina) - 25'39"

1983
- 6º alla 20 km di Parigi ( Parigi) - 57'55"
- Oro al Giro dei Gessi ( Cesena), 15,5 km - 46'45"
- Oro al Giro dei tre monti ( Imola), 15,4 km - 45'43"
- Oro alla Casaglia/San Luca ( Bologna), 10,2 km - 30'41"
- Oro al Gran Premio Undici Ponti di Comacchio ( Comacchio), 9 km - 27'19"
- Oro alla Corsa di Santo Stefano ( Bologna), 5 miglia - 23'44"
- Oro al Trofeo Full ( Mirano), 7,2 km - 19'52"
- Argento alla Scarpa d'Oro ( Vigevano), 6,7 km - 18'30"
- 5º alla Cinque Mulini ( San Vittore Olona) - 31'32"
- Bronzo al Campaccio ( San Giorgio su Legnano) - 34'59"
- 4º al Cross di Volpiano ( Volpiano) - 32'29"
- Oro al Cross delle Pradelle ( Lozzo di Cadore) - 26'08"

1984
- Oro alla Milano Marathon ( Milano) - 2h13'20"
- Argento al GP Villa Lucci ( Leonessa), 17,9 km - 54'15"
- 7º al Giro dei tre monti ( Imola), 15,4 km - 48'27"
- Oro al Circuito di Voltaggio ( Voltaggio), 14,4 km - 43'56"
- Argento alla Casaglia/San Luca ( Bologna), 10,2 km - 31'01"
- Oro al Giro di Bisceglie ( Bisceglie), 9,8 km - 29'22"
- Bronzo alla Amatrice-Configno ( Amatrice), 8,4 km - 24'42"
- 8º al Cross dell'Altopiano ( Clusone) - 36'58"
- Oro al Campaccio ( San Giorgio su Legnano) - 35'33"
- Oro al Cross di Volpiano ( Volpiano) - 32'19"

1985
- Oro alla Anabasi-Katabasi ( Bosco Chiesanuova) - 2h34'19"
- Oro alla Rimini-San Marino ( San Marino), 25 km - 1h27'58"
- Oro alla Mezza maratona di Verona ( Verona) - 1h03'26"
- Bronzo alla Mezza maratona di Trani ( Trani) - 1h06'21"
- Oro al Circuito di Voltaggio ( Voltaggio), 11,84 km - 34'06"
- Oro al Trofeo Podistico di Lumignano ( Lumignano), 8,5 km - 25'02"
- Oro alla Amatrice-Configno ( Amatrice), 8,4 km - 24'30"
- Argento alla Corsa di Santo Stefano ( Bologna), 5 miglia - 23'55"
- Oro al Cross della Vallagarina ( Villa Lagarina) - 25'32"
- Oro al GP Festa Unità ( Ferrara) - 35'34"
- 7º al Cross di Volpiano ( Volpiano) - 32'43"
- Oro al Cross di Santa Maria di Sala ( Santa Maria di Sala)

1986
- Argento alla Maratona di Roma ( Roma) - 2h19'42"
- Bronzo alla Lidingöloppet ( Lidingö), 30 km - 1h37'39"
- Argento alla Stramilano ( Milano) - 1h02'06"
- 13º alla Corrida Internacional de São Silvestre ( San Paolo), 15 km
- Oro alla Guardafirenze ( Firenze), 14 km - 42'27"
- Oro alla Corrida di San Geminiano ( Modena), 13,1 km - 38'11"
- Oro al Trofeo Castelnuovo ( Recanati), 13 km - 39'44"
- Argento alla Targa Olimpica ( Palermo), 12 km - 34'21"
- Oro alla Vivicittà Livorno ( Livorno), 12 km - 35'36"
- Oro alla Casaglia/San Luca ( Bologna), 10,2 km - 30'27"
- Oro alla Notturna di san Giovanni ( Firenze) - 29'49"
- Argento alla Quartu Corre ( Quartu Sant'Elena), 9,9 km - 29'06"
- Argento alla Corsa di Santo Stefano ( Bologna), 5 miglia - 23'47"
- Bronzo alla Amatrice-Configno ( Amatrice), 8,4 km - 24'09"
- Argento alla Cinque Mulini ( San Vittore Olona) - 31'00"
- Argento al Cross di Alà dei Sardi ( Alà dei Sardi) - 33'31"
- Bronzo al Cross di Volpiano ( Volpiano) - 29'59"
- Oro al Cross Country dell'Altopiano ( Clusone) - 28'14"

1987
- Oro alla Maratona di Roma ( Roma) - 2h16'03"
- Oro alla Stramilano ( Milano) - 1h03'16"
- Oro alla Maratonina delle Quattro Porte ( Pieve di Cento) - 1h04'39"
- Argento al Trofeo Castelnuovo ( Recanati), 14 km - 40'11"
- Oro alla Corrida di San Geminiano ( Modena), 13,1 km - 38'21"
- Argento alla Targa Olimpica ( Palermo), 12 km - 36'24"
- Oro alla Marcialonga dei Tre Ponti ( Bari), 11,5 km - 36'25"
- Oro al Giro podistico internazionale di Castelbuono ( Castelbuono) - 33'27"
- 8º a La Matesina ( Bojano), 10,4 km - 30'29"
- Oro alla Montefortiana Turà ( Monteforte d'Alpone) - 29'45"
- Oro alla Amatrice-Configno ( Amatrice), 8,4 km - 23'54"
- Oro alla Scarpa d'Oro ( Vigevano), 8 km - 23'40"
- Argento al Campaccio ( San Giorgio su Legnano) - 35'27"

1988
- 4º alla Maratona di Boston ( Boston) - 2h09'27"
- Oro alla Sette Comuni ( Villaricca), 16 km - 49'57"
- 15º alla Scalata al Castello ( Policiano), 14,2 km - 44'18"
- Oro alla Padova Viva ( Padova), 12 km - 35'00"
- Oro al Giro podistico internazionale di Castelbuono ( Castelbuono) - 33'27"
- Oro al Memorial T. Assi ( Trani), 10,8 km - 32'51"
- Oro alla Quartu Corre ( Quartu Sant'Elena) - 29'08"
- Argento alla Montefortiana Turà ( Monteforte d'Alpone) - 29'26"
- Oro alla Amatrice-Configno ( Amatrice), 8,4 km - 24'05"
- Oro al Campaccio ( San Giorgio su Legnano) - 33'55"
- Argento al Cross di Alà dei Sardi ( Alà dei Sardi) - 32'47"

1989
- Bronzo alla Maratona di New York ( New York) - 2h09'40"
- Bronzo alla Great North Run ( Newcastle upon Tyne) - 1h02'49"
- Argento alla Mezza maratona di Avigliana ( Avigliana) - 1h04'42"
- Oro alla Corsa degli Ulivi ( Pisciotta), 17 km - 49'01"
- Oro alla Padova Corre ( Padova), 12 km - 32'50"
- Oro alla Corsa del Palladio ( Vicenza), 12 km - 36'40"

1990
- Oro alla Maratona di Boston ( Boston) - 2h08'19"
- Oro alla Maratona di Venezia ( Venezia) - 2h13'42"
- Oro alla Mezza maratona di Verona ( Verona) - 1h03'38"
- 23º alla Sapporo Half Marathon ( Sapporo) - 1h06'52"
- Bronzo alla Amatrice-Configno ( Amatrice), 8,4 km - 24'02"
- 6º alla Cinque Mulini ( San Vittore Olona) - 31'08"
- Argento al Cross di Alà dei Sardi ( Alà dei Sardi) - 31'35"

1991
- Oro alla Vivicittà Roma ( Roma), 12 km - 34'43"
- 12º alla Montefortiana Turà ( Monteforte d'Alpone), 10,6 km - 30'48"
- Oro a La Matesina ( Bojano) - 29'17"
- Oro al Circuito Cinque Villa ( Bertinoro) - 31'57"
- 9º alla Quartu Corre ( Quartu Sant'Elena)
- 10º alla Cinque Mulini ( San Vittore Olona) - 33'05"
- 4º al Campaccio ( San Giorgio su Legnano) - 36'49"
- Bronzo al Cross di Alà dei Sardi ( Alà dei Sardi) - 31'33"

1992
- 4º alla Stramilano ( Milano) - 1h02'06"
- 9º alla Mezza maratona di Lisbona ( Lisbona) - 1h02'13"
- Argento alla Mezza maratona di Monza ( Monza) - 1h03'10"
- 10º alla Montefortiana Turà ( Monteforte d'Alpone), 10,6 km - 30'48"
- Oro alla Colorado Springs Classic ( Colorado Springs) - 29'42"
- Oro al Tor de Nus ( Nus), 4,5 km - 12'28"

1993
- 19º alla Mezza maratona di Lisbona ( Lisbona) - 1h02'06"
- 9º alla Roma-Ostia ( Roma) - 1h04'05"
- 18º all'Amendoeiras em Flor ( Albufeira) - 30'38"

## Riconoscimenti
- Nel maggio 2015, una targa a lui dedicata fu inserita nella Walk of Fame dello sport italiano a Roma, riservata agli ex-atleti italiani che si sono distinti in campo internazionale.[7][8]
- Il Sentiero Bordin, sul quale egli si allenava e che corre sui fianchi del Monte Fraiteve, porta ancora oggi il suo nome.[9]